# Pattaya
Pattaya (thai:  พัทยา, uttal: [phatha'ja:]) är en stad vid Siamviken, 100 kilometer sydöst om Bangkok. Den är en av Thailands mest betydande turistorter, både genom ett livligt nattliv och de goda möjligheterna till havsbad. Staden hade 113 700 invånare år 2015.

## Ekonomi
Pattayas ekonomi kretsar i princip helt kring turismen. Den tidigare fiskebyn "upptäcktes" under Vietnamkriget av amerikanska soldater på permission och växte på kort tid till en medelstor stad. Allteftersom började sedan den amerikanska militärpersonalen och övriga besökare att generera avsevärda intäkter till staden och dess befolkning 
På grund av omfattande prostitution försvann Pattaya som resmål från de svenska charterbolagens utbud i början av 1990-talet. Detta skedde i samband med 1980- och 1990-talets internationella påstötningar på Thailand att försöka stävja den utbredda prostitutionen i området. De lokala myndigheterna har därefter också vidtagit vissa åtgärder för att tillmötesgå önskemålen.
Samtidigt som de svenska turisterna försvann, (mot orter som Phuket, Krabi, Hua Hin och andra orter längre söderut), kom de kinesiska turisterna och dessa utgör numera en majoritet av besökarna. 
Pattaya har minst 30 000 hotellrum, och årligen besöker ungefär 3 miljoner turister orten. Senare (?) uppgifter från 2015 anger 136 000 rum på sammanlagt 2 000 hotell.

### Strandområdet
Den berömda stranden, som under åren kraftigt eroderats, har de senaste åren genomgått ett projekt avsett att återställa dess forna storlek. Enorma mängder havssand har flyttats från havsbottnen till stranden och den har numera mångdubblat sin bredd.
De besökande turisterna återfinns idag i stort sett överallt i de mängder av kvarter och gränder, (soier), som ligger mellan strandvägen och tredje gatan. Något genuint thailändskt är idag svårt att hitta i Pattaya. Stadsdelen Na-Klua, (saltfälten), utgör eventuellt ett undantag, där bor huvuddelen av de thailändare som jobbar inom allt som rör turismen.
Hat Jomtien är stranden (hat betyder strand) i orten Jomtien som ligger strax söder om centrala Pattaya; områdena avskiljs vid vattnet enbart av en udde och längre in mot land inte alls. Området är lugnare än i centrala Pattaya, även om orten på senare år sett ett rejält uppsving i bostadsbyggande.

## Demografi
År 2004 hade Pattaya 98 414 registrerade invånare. I den siffran ingick inte det stora antal thailändare som arbetade i Pattaya och som samtidigt kvarstod som registrerade på sina hemorter. Många långtidsboende utlänningar ingick inte heller i detta befolkningstal.
Fram till 2015 ökade antalet registrerade invånare till knappt 114 000, men det verkliga antalet bosatta i staden är minst 300 000 personer. Dessutom ingår Pattaya i ett sammanhängande stadsområde tillsammans med sin nordliga grannort, provinshuvudstaden Chon Buri; totalt bor uppskattningsvis drygt 1 miljon människor i hela stadsområdet.
Det registrerade invånarantalet i stadskommunen ökade fram till årsskiftet 2017/2018 till 118 511.